# Anthurium alstonii
Anthurium alstonii Croat, 2010 è una pianta della famiglia delle Aracee, endemica della Colombia.